# Leger Djime
Leger Djime est un footballeur tchadien, né le 2 octobre 1987 à Garoua au Cameroun.
Il évolue depuis 2018 à Elect-Sport FC au Tchad, où il occupe le poste d'attaquant et d'ailier gauche.

## Biographie
Léger Djimrangar est un milieu de terrain de football tchadien, membre de l’équipe nationale de football du Tchad, il est un attaquant et ailier gauche.
Il a joué dans plusieurs équipes notamment  le Tourbillon FC en 2006, en 2008 il est le vainqueur de la Coupe du Tchad et de la Super Coupe, en 2010 il a joué pour Al Nasr SC (Égypte) et actuellement il joue pour le Elect-Sport FC.

## Carrière
| Saison                | Club                  | Championnat            | Championnat | Championnat | Coupe(s) nationale(s) | Coupe(s) nationale(s) | Compétition(s) continentale(s) | Compétition(s) continentale(s) | Compétition(s) continentale(s) | Tchad | Tchad | Total | Total |
| Saison                | Club                  | Division               | M.          | B.          | M.                    | B.                    | Comp.                          | M.                             | B.                             | M.    | B.    | M.    | B.    |
| 2006 - 2007           | Tourbillon FC         | Championnat du Tchad   | -           | -           | -                     | -                     | -                              | -                              | -                              | -     | -     | 0     | 0     |
| 2007 - 2008           | AS CotonTchad         | Championnat du Tchad   | -           | -           | -                     | -                     | -                              | -                              | -                              | 4     | 1     | 4     | 1     |
| 2008 - 2009           | AS CotonTchad         | Championnat du Tchad   | -           | -           | -                     | -                     | -                              | -                              | -                              | 3     | 1     | 3     | 1     |
| 2009 - 2010           | Al Nasr Le Caire      | Egyptian Second League | -           | -           | 1                     | 0                     | -                              | -                              | -                              | -     | -     | 1     | 0     |
| 2010 - 2011           | Al Nasr Le Caire      | Egyptian Second League | -           | -           | 1                     | 1                     | -                              | -                              | -                              | 5     | 1     | 6     | 2     |
| 2011 - 2012           | Al Nasr Le Caire      | Egyptian Second League | -           | -           | 1                     | 1                     | -                              | -                              | -                              | 3     | 2     | 4     | 3     |
| 2012 - 2013           | Difaa El Jadida       | Botola Pro             | 6           | 0           | -                     | -                     | -                              | -                              | -                              | -     | -     | 6     | 0     |
| 2013 - 2014           | Difaa El Jadida       | Botola Pro             | 14          | 1           | -                     | -                     | -                              | -                              | -                              | 2     | 0     | 16    | 1     |
| 2014 - 2015           | Foullah Edifice       | Championnat du Tchad   | -           | -           | -                     | -                     | C1                             | 1                              | 0                              | 1     | 0     | 2     | 0     |
| 2015 - 2016           | Foullah Edifice       | Championnat du Tchad   | -           | -           | -                     | -                     | -                              | -                              | -                              | -     | -     | 0     | 0     |
| 2015                  | Missile FC            | National Foot 1        | -           | -           | -                     | -                     | -                              | -                              | -                              | 5     | 2     | 5     | 2     |
| 2015 - 2016           | Missile FC            | National Foot 1        | 3           | 3           | -                     | -                     | -                              | -                              | -                              | 7     | 2     | 10    | 5     |
| 2016                  | Missile FC            | National Foot 1        | 2           | 2           | -                     | -                     | -                              | -                              | -                              | 1     | 0     | 3     | 2     |
| Total sur la carrière | Total sur la carrière | Total sur la carrière  | 25          | 6           | 3                     | 2                     | -                              | 1                              | 0                              | 31    | 9     | 60    | 17    |

## Palmarès
Difaa El Jadida
- Vainqueur de la Coupe du trône : 2013